# 137632 Ramsauer
137632 Ramsauer è un asteroide della fascia principale. Scoperto nel 1999, presenta un'orbita caratterizzata da un semiasse maggiore pari a 2,3045723 UA e da un'eccentricità di 0,2107192, inclinata di 1,68532° rispetto all'eclittica.